# Burmopsychops
Burmopsychops — викопний рід сітчастокрилих комах вимерлої родини Kalligrammatidae, що існував у крейдовому періоді (99 млн років тому). Рештки представників роду виявлені у бірманському бурштині. Спершу рід віднесли до сучасної родини Dilaridae, проте у 2018 році його перекласифікували у родину Kalligrammatidae. На крилах мали вічка, які схожі візерунки у сучасних метеликів, та призначені для відлякування хижаків.

## Види
Рід включає два види:
- Burmopsychops labandeirai Liu et al. 2018
- Burmopsychops limoae Lu et al. 2016